# Daltonia peruviana
Daltonia peruviana är en bladmossart som beskrevs av Mitten 1869. Daltonia peruviana ingår i släktet Daltonia och familjen Daltoniaceae. Inga underarter finns listade i Catalogue of Life.